# ميمي غروس
ميمي غروس (بالإنجليزية: Mimi Gross)‏ هي رسامة أمريكية، ولدت في 1940 في نيويورك في الولايات المتحدة.